# Hanna Klein
Hanna Klein (Landau in der Pfalz, 6 aprile 1993) è una mezzofondista tedesca, medaglia di bronzo nei 1500 metri piani agli europei indoor di Toruń 2021 e medaglia d'oro nei 3000 metri piani a Istanbul 2023.

## Biografia
Tra i maggiori risultati nella sua carriera, si è classificata undicesima nei 1500 m piani ai campionati mondiali di Londra 2017.
Nella stessa specialità ha vinto la medaglia di bronzo ai campionati europei indoor di Toruń 2021. A Istanbul 2023 ha conquistato la medaglia d'oro nei 3000 m piani.

## Palmarès
| Anno | Manifestazione   | Sede          | Evento         | Risultato  | Prestazione | Note                                     |
| ---- | ---------------- | ------------- | -------------- | ---------- | ----------- | ---------------------------------------- |
| 2017 | Mondiali         | Londra        | 1500 m piani   | 11ª        | 4'06"22     |                                          |
| 2017 | Universiadi      | Taipei        | 5000 m piani   | Oro        | 15'45"28    |                                          |
| 2018 | Europei          | Berlino       | 5000 m piani   | Finale     | dnf         |                                          |
| 2021 | Europei indoor   | Toruń         | 1500 m piani   | Bronzo     | 4'20"07     |                                          |
| 2021 | Giochi olimpici  | Tokyo         | 1500 m piani   | Batteria   | 4'14"83     |                                          |
| 2022 | Mondiali indoor  | Belgrado      | 3000 m piani   | 11ª        | 8'48"73     |                                          |
| 2022 | Mondiali         | Eugene        | 1500 m piani   | Semifinale | 4'04"62     |                                          |
| 2022 | Europei          | Monaco        | 1500 m piani   | 5ª         | 4'05"49     |                                          |
| 2022 | Europei di cross | Venaria Reale | Corsa seniores | 4ª         | 27'19"      |                                          |
| 2022 | Europei di cross | Venaria Reale | A squadre      | Oro        | 9 p.        |                                          |
| 2023 | Europei indoor   | Istanbul      | 3000 m piani   | Oro        | 8'35"87     | Miglior prestazione personale            |
| 2023 | Giochi europei   | Chorzów       | A squadre      | Bronzo     | 387,5 p.    | [ 2 ]                                    |
| 2024 | Europei          | Roma          | 5000 m piani   | 6ª         | 14'58"28    | Miglior prestazione personale stagionale |
| 2024 | Giochi olimpici  | Parigi        | 5000 m piani   | Batteria   | 15'31"85    |                                          |
| 2024 | Europei di cross | Antalya       | Corsa seniores | 20ª        | 26'46"      |                                          |
| 2024 | Europei di cross | Antalya       | A squadre      | 6ª         | 54 p.       |                                          |

## Campionati nazionali
2017
- Argento ai campionati tedeschi, 5000 m piani - 16'20"24
- Bronzo ai campionati tedeschi indoor, 3000 m piani - 8'57"86

2018
- Oro ai campionati tedeschi, 5000 m piani - 15'17"47
- Argento ai campionati tedeschi indoor, 1500 m piani - 4'31"07

2019
- 4ª ai campionati tedeschi, 1500 m piani - 4'13"72
- Oro ai campionati tedeschi indoor, 1500 m piani - 4'36"64

2020
- Oro ai campionati tedeschi, 1500 m piani - 4'13"71
- Oro ai campionati tedeschi indoor, 3000 m piani - 9'21"72
- Oro ai campionati tedeschi indoor, 1500 m piani - 4'22"43

2021
- Oro ai campionati tedeschi, 1500 m piani - 4'13"95
- Oro ai campionati tedeschi indoor, 3000 m piani - 8'54"37
- Oro ai campionati tedeschi di 10 km su strada - 31'40"

2022
- Oro ai campionati tedeschi, 1500 m piani - 4'22"13
- Oro ai campionati tedeschi indoor, 3000 m piani - 8'51"18
- Argento ai campionati tedeschi di corsa campestre - 22'09"

## Altre competizioni internazionali
2017
- Campionati europei a squadre di atletica leggera ( Villeneuve-d'Ascq)

2019
- 14ª al Doha Diamond League ( Doha), 3000 m piani - 8'45"00

2020
- 7ª all'ISTAF Berlin ( Berlino), 1500 m piani - 4'05"74

2021
- 12ª al Meeting de Paris ( Parigi), 3000 m piani - 8'46"01
- 9ª all'Herculis ( Monaco), 1500 m piani - 4'03"42
- 7ª all'Athletissima ( Losanna), 1500 m piani - 4'09"58

2022
- 5ª al British Grand Prix ( Birmingham), 5000 m piani - 14'51"71
- 11ª al Golden Gala ( Roma), 1500 m piani - 4'07"21
- 5ª alla Zevenheuvelenloop ( Nimega), 15 km - 47'47"